# Rautujärvi (sjö i Finland, Lappland, lat 68,27, long 23,73)
Rautujärvi är en sjö i Finland. Den ligger i kommunen Enontekis i landskapet Lappland, i den norra delen av landet, 900 km norr om huvudstaden Helsingfors. Rautujärvi ligger 497,1 meter över havet. Omgivningarna runt Rautujärvi är i huvudsak ett öppet busklandskap. Arean är 9,4 hektar och strandlinjen är 1,39 kilometer lång. Sjön  ingår i Torne älvs huvudavrinningsområde. 